# Едмон Жабес
Едмон Жабес (фр. Edmond Jabès; 16 квітня 1912, Каїр — 2 січня 1991, Париж) — французький поет і письменник єгипетського походження.

## Біографія
Походив з єврейської франкомовної родини. Разом з поетом-сюреалістом Жоржем Енемом організував у Каїрі видивництво «La Part du sable». Після Суецької кризи 1956 року переселився до Парижу. 1967 року отримав французьке громадянство.
Найбільше увагу у творчості Жабеса приділено долі єврейства від білейських часів до сьогодення.
1983 року Жабес був відзначений Великою національною премією поезії.
Похований на цвинтарі Пер-Лашез.

## Твори
- Je bâtis ma demeure: Poèmes 1943—1957, Gallimard, Paris, 1959
- Le Livre des questions, t. I, Gallimard, 1963 ISBN 2070233243
- Le Livre de Yukel (Le livre des questions, t. II), Gallimard, 1964 ISBN 2070233251
- Le Retour au livre (Le livre des questions, t. III), Gallimard, 1965 ISBN 207023326X
- Yaël, Gallimard, 1967
- Elya, Gallimard, 1969
- Aely, Gallimard, 1972
- El, ou le dernier livre, Gallimard, 1973
- Le Livre des ressemblances, t. I, Gallimard, Paris, 1976
- Le Soupçon le Désert (Le Livre des ressemblances, t. II), Gallimard, 1978
- L'Ineffaçable l'Inaperçu (Le Livre des ressemblances, t. III), Gallimard, 1980
- Le Petit Livre de la subversion hors de soupçon, Gallimard, 1982
- Le Livre du dialogue, Gallimard, 1984
- Le Parcours, Gallimard, 1985
- Le Livre du Partage, Gallimard, coll. " Blanche ", Paris, 1987 ISBN 2070708683
- Un étranger avec, sous le bras, un livre de petit format, Gallimard, 1989
- Le Seuil le Sable: poésies complètes 1943—1988, Gallimard, coll. " Poésie ", Paris, 1990 ISBN 2070325733
- Le Livre de l'hospitalité, Gallimard, 1991
- Petites Poésies pour jours de pluie et de soleil, Gallimard Jeunesse, 1991
- Désir d'un commencement Angoisse d'une seule fin, Fata Morgana, 1991